# جوریس چوگرانی
جوریس چوگرانی (انگلیسی: Joris Chougrani؛ زادهٔ ۳۰ مارس ۱۹۹۱) بازیکن فوتبال است.